# Порт Ридинг (Њу Џерзи)
Порт Ридинг (енгл. Port Reading) насељено је место без административног статуса у америчкој савезној држави Њу Џерзи.

## Демографија
По попису из 2010. године број становника је 3.728, што је 101 (-2,6%) становника мање него 2000. године.
| Група             | 2000.         | 2010.         |
| Белци             | 3.299 (86,2%) | 2.566 (68,8%) |
| Афроамериканци    | 100 (2,6%)    | 268 (7,2%)    |
| Азијати           | 92 (2,4%)     | 186 (5,0%)    |
| Хиспаноамериканци | 290 (7,6%)    | 665 (17,8%)   |
| Укупно            | 3.829         | 3.728         |